# Curtil-sous-Burnand
Curtil-sous-Burnand is een gemeente in het Franse departement Saône-et-Loire (regio Bourgogne-Franche-Comté) en telt 138 inwoners (1999). De plaats maakt deel uit van het arrondissement Mâcon.

## Geografie
De oppervlakte van Curtil-sous-Burnand bedraagt 8,1 km², de bevolkingsdichtheid is 17,0 inwoners per km².
De onderstaande kaart toont de ligging van Curtil-sous-Burnand met de belangrijkste infrastructuur en aangrenzende gemeenten.

## Demografie
Onderstaande figuur toont het verloop van het inwonertal (bron: INSEE-tellingen).